# 나메가타시
나메가타시(일본어: 行方市)는 일본 이바라키현 남동부에 있는 시이다.

## 지리
도쿄 도심에서 약 70km, 현청 소재지인 미토시에서 약 40km 떨어진 곳에 위치한다. 동쪽은 기타우라호, 서쪽은 가스미가우라호와 접해 동서의 호안 부분은 저지이고 내륙부는 높이 30m 정도의 나메가타 대지로 불리는 구릉 대지가 형성되어 있다. 미토시나 쓰치우라시에서 차로 약 1시간, 이시오카시나 가시마시에서는 약 30분이 걸린다.

### 인접한 지자체
- 이타코시
- 호코타시
- 오미타마시

## 역사
- 2005년 9월 2일 - 나메가타군 아소정, 기타우라정, 다마쓰쿠리정이 합병해 탄생했다.

## 교통

### 도로
- 조반 자동차도
- 히가시칸토 자동차도
- 국도 제354호선
- 국도 제355호선

## 인구
| 연도 | 인구   | ±%     |
| ---- | ------ | ------ |
| 1920 | 33,789 | —      |
| 1930 | 35,996 | +6.5%  |
| 1940 | 38,680 | +7.5%  |
| 1950 | 49,391 | +27.7% |
| 1960 | 47,549 | −3.7%  |
| 1970 | 42,589 | −10.4% |
| 1980 | 42,660 | +0.2%  |
| 1990 | 42,990 | +0.8%  |
| 2000 | 41,465 | −3.5%  |
| 2010 | 37,638 | −9.2%  |